# Бесник Хаси
Бесник Хаси (на албански: Besnik Hasi) е бивш албански футболист, играл като защитник и полузащитник, и настоящ треньор по футбол.

## Кариера

### Кариера като футболист

#### Клубна кариера
Юноша е на „Велазними“, но дебютира в мъжкия футбол с екипа на „Лирия“. След това е в „Загреб“, но последователно е даван под наем на „Динамо“ – Панчево, ФК „Прищина“ и „Самобор“.
През 1994 г. заминава за Белгия, където през 2008 година завършва кариерата си, последователно играейки за отборите на „Генк“, „Андерлехт“, „Локерен“ и „Серкъл Брюж“. Изключение е единствено сезон 1997/1998, който прекарва под наем в „Мюнхен 1860“.

#### В националния отбор
Дебютира за албанския национален отбор през 2000 г., като за 7 години изиграва 5 мача, в които се разписва 2 пъти.

### Кариера като треньор
Непосредствено след края на активната си спортна кариера Хаси влиза в треньорския щаб на своя бивш клуб „Андерлехт“. През 2014 г. официално става старши треньор на тима от Брюксел, който води в продължение на 2 сезона, но не успява да го направи шампион на Белгия, заради което е уволнен след края на първенството на 26 май 2016 г.
На 3 юни 2016 г. поема „Легия“ (Варшава, Полша), но е уволнен поради слаби резултати през ноември с.г.
През юни 2017 г. подписва двугодишен договор с гранда „Олимпиакос“ (Гърция).

## Успехи

### Като футболист
Генк
- Шампион на Белгия (1): 1998/99
- Носител на Купата на Белгия (1): 1999/2000

 Андерлехт
- Шампион на Белгия (3): 2000/01, 2003/04, 2005/06
- Носител на Суперкупата на Белгия (2): 2000, 2001

### Като треньор
Андерлехт
- Шампион на Белгия (1): 2013/14
- Носител на Суперкупата на Белгия (1): 2014